# Roger H. Stuewer
Roger Harry Stuewer (* 12. September 1934 in Shawano; † 28. Juli 2022 in New Brighton, Minnesota) war ein US-amerikanischer Physik- und Wissenschaftshistoriker.

## Leben
Stuewer erhielt 1958 den BS in Physics Education  an der University of Wisconsin und 1964 den MS in Physik ebenda. Dazwischen war er Lehrer (Mathematik und Physik an der High School in Germantown in Wisconsin 1958/59). 1968 erhielt er ebenfalls dort den PhD für History of Science and Physics. 1967 wurde er Assistant Professor und später Associate Professor für Physikgeschichte an der University of Minnesota. 1971/72 war er Associate Professor an der Boston University und danach wieder an der University of Minnesota, an der er 1974 Professor für Geschichte der Naturwissenschaften und Technologie wurde und 2000 emeritiert wurde.
1974/75 war er Honorary Research Associate an der Harvard University und er war Gastprofessor an den Universitäten München, Graz, Wien (wo er auch im Programmkomitee der Wiener Internationalen Sommeruniversität war) und Amsterdam. 1981/82 war er Gastwissenschaftler am Deutschen Museum München.
Er war ab 1978 Herausgeber der Resource Letters des American Journal of Physics und war Mitgründer und Mitherausgeber (ab 1997) der Zeitschrift Physics in Perspective. Stuewer war 1972 bis 1978 Sekretär der History of Science Society und er stand dem Forum on the History of Physics (FHP) der American Physical Society vor. Außerdem stand er 1980 bis 1993 dem Beratungskomitee für Physikgeschichte des American Institute of Physics vor und 1993/94 der Sektion Geschichte und Philosophie der Naturwissenschaften der American Association for the Advancement of Science, deren Fellow er ist. 1987/88 stand er der Sektion Physikgeschichte der APS vor.
Stuewer befasste sich vor allem mit Geschichte der Quantentheorie und der Kernphysik und der Rolle von Physikgeschichte im Physikunterricht.
Er war ab 1960 mit Helga Schmeidel verheiratet und hatte einen Sohn und eine Tochter.
Stuewer starb am 28. Juli 2022 im Alter von 87 Jahren in New Brighton.

## Schriften (Auswahl)
- als Herausgeber: Historical and Philosophical Perspectives of Science (= Minnesota Studies in the Philosophy of Science. 5). University of Minnesota Press, Minneapolis MI 1970, ISBN 0-8166-0592-0.
- The Compton Effect. Turning Point in Physics. Science History Publications, New York NY 1975, ISBN 0-88202-012-9.
- als Herausgeber: Nuclear Physics in Retrospect. Proceedings of a Symposium on the 1930s. University of Minnesota Press, Minneapolis MI 1979, ISBN 0-8166-0869-5.
- Artificial Disintegration and the Cambridge-Vienna Controversy. In: Peter Achinstein, Owen Hannaway (Hrsg.): Observation, Experiment, and Hypothesis in Modern Physical Science. MIT Press, Cambridge MA u. a. 1985, ISBN 0-262-01083-6, S. 239–307, doi:10.1007/978-3-7643-8933-8_10.
- als Herausgeber mit Mary Jo Nye, Joan Richards: The Invention of Physical Science. Intersections of Mathematics, Theology and Natural Philosophy Since the Seventeenth Century Essays in Honor of Erwin N. Hiebert (= Boston Studies in the Philosophy of Science. 139).  Kluwer, Dordrecht u. a. 1992, ISBN 0-7923-1753-X.
- The Origin of the Liquid-Drop Model and the Interpretation of Nuclear Fission. In: Perspectives on Science. Band 2, Nummer 1, 1994, S. 76–129, doi:10.1162/posc_a_00453.
- The Seventh Solvay Conference: Nuclear Physics at the Crossroads. In: Anne J. Kox, Daniel M. Siegel (Hrsg.): No Truth Except in the Details (= Boston Studies in the Philosophy of Science. 167). Kluwer, Dordrecht u. a. 1995, ISBN 0-7923-3195-8, S. 333–362.
- als Herausgeber mit Finn Aaserud, Helge Kragh, Erik Rüdinger: Carsten Jensen: Controversy and Consensus: Nuclear Beta Decay 1911–1934 (= Science Networks. Historical Studies. 24). Birkhäuser, Basel u. a. 2000, ISBN 3-7643-5313-9.
- Historical Surprises. In: Science & Education. Band 15, Nummer 5, 2006, S. 521–530, doi:10.1007/s11191-004-2204-9.
- Einstein’s Revolutionary Light-Quantum Hypothesis. In: Zygmunt Ajduk, Maria Krawczyk, Andrzej K. Wroblewski (Hrsg.): The Photon: Its First Hundred Years and the Future. Band 1: The Centenary of the Photon. PHOTON 2005, International Conference on the Structure and Interactions of the Photon including The 16th International Workshop on Photon-Photon Collisions, 30 August – 4 September 2005, Warsaw, Poland (= Acta Physica Polonica. B, Band 37, Nummer 3, 2006). Jagellonian University, Krakau 2006, S. 543–558.
- als Herausgeber mit John S. Rigden: The Physical Tourist. A Science Guide for the Traveler. Birkhäuser, Basel u. a. 2009, ISBN 978-3-7643-8932-1.[4]
- The Age of Innocence. Nuclear Physics between the First and Second World Wars. Oxford University Press, Oxford 2018, ISBN 978-0-19-186658-6.

## Auszeichnungen
- 1990 American Association of Physics Teachers (AAPT) Distinguished Service Citation
- 1990 Minnesota’s George Taylor Distinguished Service Award
- 1991 Fellow der American Physical Society
- 1998/99 war er Centennial Speaker der American Physical Society
- Fellow der American Association for the Advancement of Science (AAAS)
- 2013 Abraham-Pais-Preis[5]
- 2014 Distinguished Alumni Award des Department of Physics der University of Wisconsin-Madison.